# Jakow Sinaj
Jakow Grigorjewicz Sinaj (ros. Я́ков Григо́рьевич Сина́й, ang. Yakov Grigorevich Sinai; ur. 21 września 1935 w Moskwie) – matematyk pochodzenia rosyjskiego, specjalizujący się w układach dynamicznych, fizyce teoretycznej i teorii prawdopodobieństwa. 
Profesor Wydziału Matematyki na Uniwersytecie w Princeton w USA. Członek Londyńskiego Towarzystwa Matematycznego (London Mathematical Society), Amerykańskiego Towarzystwo Matematycznego, Amerykańskiej Akademii Nauk, Norweskiej Akademii Nauk i Rosyjskiej Akademii Nauk. Laureat międzynarodowych nagród z dziedziny matematyki, wykładowca akademicki, autor lub współautor ponad 350 publikacji naukowych.

## Rodzina
Jakow Sinaj urodził się w rodzinie naukowców i wykładowców akademickich, żydowskiego pochodzenia. Jego dziadek Weniamin Kagan (ros. Вениамин Фёдорович Каган) był profesorem Uniwersytetu Łomonosowa, matematykiem, specjalizującym się w geometrii różniczkowej. Od 1934 roku kierował katedrą matematyczną Uniwersytetu Łomonosowa. 
Rodzice Jakowa: Nadieżda Wieniaminowna Kagan (ros. Надежда Вениаминовна Каган) i Grigorij Jakowlewicz Sinaj (ros. Григорий Яковлевич Синай) pracowali naukowo, zajmowali się mikrobiologią. Matka zmarła w 1938 roku na zapalenie opon mózgowych, którym zaraziła się podczas pracy w swoim laboratorium. Ojciec uzyskał tytuł doktora nauk medycznych, kierował katedrą mikrobiologii Uniwersytetu w Moskwie. 
Jelena Wul, żona Jakowa Sinaja i córka Bencjona Wula jest matematyczką i fizyczką. Prowadziła badania nad rachunkiem prawdopodobieństwa. Wspólnie przygotowali kilka publikacji naukowych.

## Osiągnięcia naukowe i zainteresowania badawcze
W 1957 roku Jakow Sinaj ukończył studia na wydziale matematyczno-mechanicznym Moskiewskiego Uniwersytetu Państwowego im. M. W. Łomonosowa. W 1964 roku uzyskał tytuł doktora nauk fizyczno-matematycznych. Rozwój jego kariery naukowej w Związku Radzieckim był utrudniony z uwagi na poglądy polityczne. Sinaj sprzeciwiał się reżimowi władzy. W 1968 roku podpisał list naukowców w obronie poety Siergieja Jesienina, skazanego na pobyt w łagrze za antysowieckie wiersze. Z tej przyczyny władze nie zgadzały się na przyznanie Sinajowi tytułu profesora. Ostatecznie uzyskał go w 1981 roku, siedemnaście lat po obronie rozprawy doktorskiej.
Po uzyskaniu profesury Jakow Sinaj rozpoczął współpracę z zagranicznymi ośrodkami badawczymi. W 1983 roku został członkiem Amerykańskiej Akademii Nauk. Rosyjska Akademia Nauk przyznała Sinajowi członkostwo w 1991 roku. Po rozpadzie Związku Radzieckiego został profesorem matematyki na Uniwersytecie w Princeton i w 1993 roku przeprowadził się z Rosji do Stanów Zjednoczonych. 
W kręgu zainteresowań badawczych Sinaja znajduje się przede wszystkim rachunek prawdopodobieństwa i układy dynamiczne. Był współodkrywcą tak zwanej entropii Kołmogorowa-Sinaja, którego nazwę utworzono od nazwisk badaczy.  Analizował również teorię chaosu. Jego prace i odkrycia znalazły zastosowanie w kosmologii, co stało się bezpośrednią przyczyną przyznania mu Nagrody Abela.

## Nagrody
W 1962, 1970 i 1978 wygłosił wykłady sekcyjne, a w 1990 wykład plenarny na Międzynarodowym Kongresie Matematyków. 
19 listopada 1993 roku Jakow Sinaj otrzymał doktorat honoris causa Uniwersytetu Warszawskiego. 
W 1997 roku Nagrodę Wolfa w dziedzinie matematyki, przyznaną przez Wolf Foundation w Izraelu. 
W 2002 przyznano mu Nagroda Nemmersa w dziedzinie matematyki (ang. Nemmers Prize in Mathematics) za wkład w rozwój badań nad teorią prawdopodobieństwa, mechaniką i fizyką. 
W 2013 roku otrzymał nagrodę Steele Prize, przyznawaną przez Amerykańskie Towarzystwo Matematyczne za wybitne osiągnięcia naukowe w dziedzinie matematyki. 
W 2014 roku otrzymał Nagrodę Abela (w wysokości miliona dolarów) i został członkiem Norweskiej Akademii Nauk.
W 2009 r. został wybrany na członka zagranicznego PAN (Wydział III Nauk Ścisłych i Nauk o Ziemi).